# Cubo soma

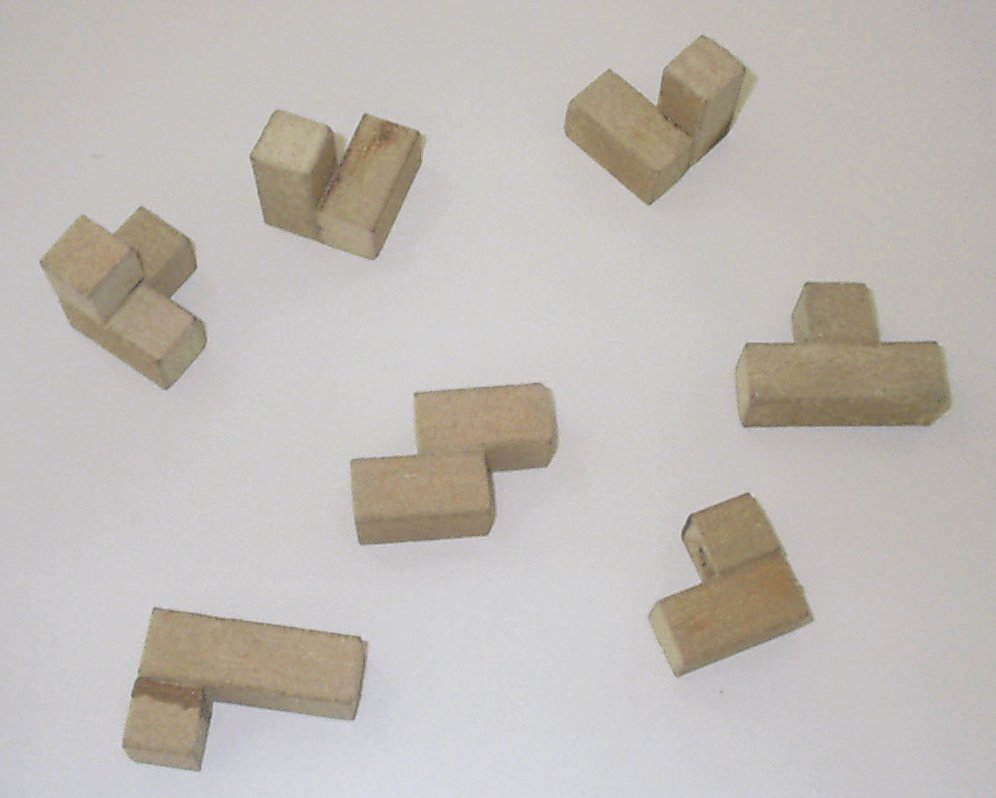
I pezzi del cubo soma

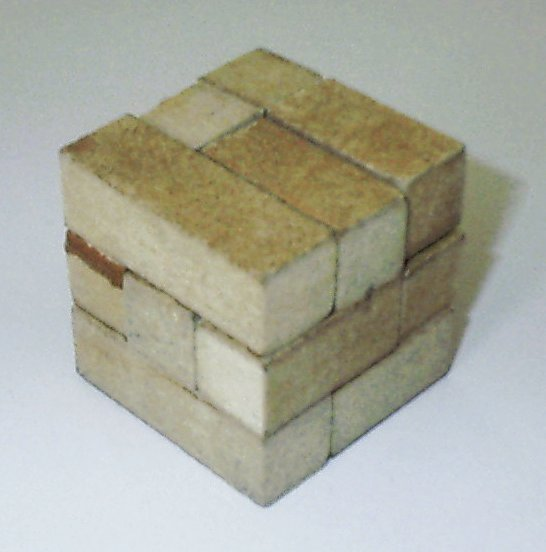
Il cubo montato coi pezzi

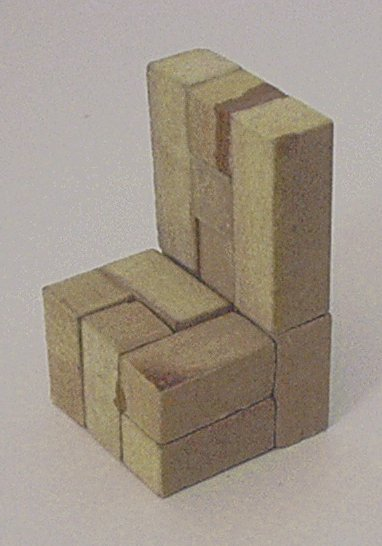
Una sedia montata coi pezzi

Il cubo soma è un rompicapo inventato nel 1936 da Piet Hein, che ebbe l'idea mentre seguiva una lezione di Werner Karl Heisenberg sulla meccanica quantistica.
Piet Hein battezzò il gioco Cubo Soma, con riferimento alla droga, chiamata appunto Soma, in circolazione nel mondo descritto da Aldous Huxley nel romanzo Il mondo nuovo. Il rompicapo è stato commercializzato soltanto dal 1970, ad opera della Parker Brothers.
Nel rompicapo, sette pezzi (i policubi) devono essere montati nella forma di un cubo 3 x 3 x 3.
Questi pezzi non sono casuali: rappresentano le sei (a meno di rotazioni) forme non lineari che si possono costruire con quattro cubetti, tutti delle stesse dimensioni e uniti solo e soltanto su una faccia, ed un pezzo formato da tre cubetti. I pezzi possono anche essere usati per montare molte altre forme e, per questo, il cubo soma è spesso comparato con il tangram. Nel 1961 i matematici J. H. Conway and M. J. T. Guy, hanno dimostrato che ci sono 240 soluzioni per questo rompicapo, escludendo simmetrie e rotazioni. Questo risultato fu confermato alcuni anni dopo, grazie al computer.
Una possibile soluzione (in italiano) fu pubblicata su Hitnote numero 2.
Del rompicapo esistono alcune varianti, che sfruttano policubi diversi. Una versione di cubo 4 x 4 x 4 è il cubo Bedlam.